# Collegio uninominale Piemonte 1 - 02 (2017)
Il collegio elettorale uninominale Piemonte 1 - 02 è stato un collegio elettorale uninominale della Repubblica Italiana per l'elezione della Camera dei deputati tra il 2017 ed il 2022.

## Territorio
Come previsto dalla legge elettorale italiana del 2017, il collegio era stato definito tramite decreto legislativo all'interno della circoscrizione Piemonte 1.
Era formato da parte del territorio del comune di Torino (zone Aurora, Barca e Barriera di Milano).
Il collegio era parte del Collegio plurinominale Piemonte 1 - 01.

## Eletti
| Elezione | Elezione | Deputato      | Partito      |
| -------- | -------- | ------------- | ------------ |
|          | 2018     | Roberto Rosso | Forza Italia |

## Dati elettorali

### XVIII legislatura
Come previsto dalla legge elettorale, 232 deputati erano eletti con sistema a maggioranza relativa in altrettanti collegi uninominali a turno unico.
| Candidati              | Candidati               | Voti    | %     | Liste                    | Voti    | %     |
| ---------------------- | ----------------------- | ------- | ----- | ------------------------ | ------- | ----- |
|                        | Roberto Rosso ✔️ Eletto | 36 721  | 36,48 | Lega                     | 21 199  | 21,06 |
| Forza Italia           | Roberto Rosso ✔️ Eletto | 36 721  | 36,48 | 11 897                   | 11,82   |       |
| Fratelli d'Italia      | Roberto Rosso ✔️ Eletto | 36 721  | 36,48 | 2 953                    | 2,93    |       |
| Noi con l'Italia - UDC | Roberto Rosso ✔️ Eletto | 36 721  | 36,48 | 672                      | 0,67    |       |
|                        | Domenico Fioravanti     | 29 284  | 29,09 | Movimento 5 Stelle       | 29 284  | 29,09 |
|                        | Silvja Manzi            | 26 693  | 26,52 | Partito Democratico      | 22 387  | 22,24 |
| +Europa                | Silvja Manzi            | 26 693  | 26,52 | 3 614                    | 3,59    |       |
| Civica Popolare        | Silvja Manzi            | 26 693  | 26,52 | 355                      | 0,35    |       |
| Italia Europa Insieme  | Silvja Manzi            | 26 693  | 26,52 | 337                      | 0,33    |       |
|                        | Elena Chinaglia         | 4 472   | 4,44  | Liberi e Uguali          | 4 472   | 4,44  |
|                        | Massimo Gabella         | 1 363   | 1,35  | Potere al Popolo!        | 1 363   | 1,35  |
|                        | Alberto Barona          | 1 199   | 1,19  | Casapound Italia         | 1 199   | 1,19  |
|                        | Achille Re              | 609     | 0,61  | Il Popolo della Famiglia | 609     | 0,61  |
|                        | Patrizia Zanda          | 317     | 0,31  | Partito Valore Umano     | 317     | 0,31  |
| Totale                 | Totale                  | 100 658 | 100   |                          | 100 658 | 100   |
|                        |                         |         |       |                          |         |       |
| Voti non validi        | Voti non validi         | 3 615   | 3,47  |                          |         |       |
| Votanti                | Votanti                 | 104 273 | 69,83 |                          |         |       |
| Elettori               | Elettori                | 149 325 |       |                          |         |       |